# Seneca County (New York)
Seneca County ist ein County im Bundesstaat New York der Vereinigten Staaten. Bei der Volkszählung im Jahr 2020 hatte Seneca County 33.814 Einwohner und eine Bevölkerungsdichte von 40,3 Einwohnern pro Quadratkilometer. Der Verwaltungssitz (County Seat) liegt verteilt in Ovid und Waterloo.

## Geographie
Seneca County liegt in einem Endmoränengebiet zwischen den beiden größten Seen der Finger Lakes, nämlich Cayuga Lake im Osten und Seneca Lake im Westen. Es liegt etwa 120 Meter über dem Meeresspiegel und verfügt weder über nennenswerte Anhöhen noch über große Zuflüsse.
Das milde Klima der Gegend ist geeignet für den Weinanbau. Mit dem Weinanbaugebiet Cayuga Lake AVA, das zu Teilen auf dem Areal von Seneca County liegt, verfügt New York über das zweitgrößte Weinanbaugebiet der USA.
Das County hat eine Fläche von 1.011,2 Quadratkilometern, wovon 172,8 Quadratkilometer Wasserfläche sind.

### Umliegende Gebiete
| Wayne County   | Wayne County    | Cayuga County   |
| Ontario County |                 | Cayuga County   |
| Yates County   | Schuyler County | Tompkins County |

## Geschichte

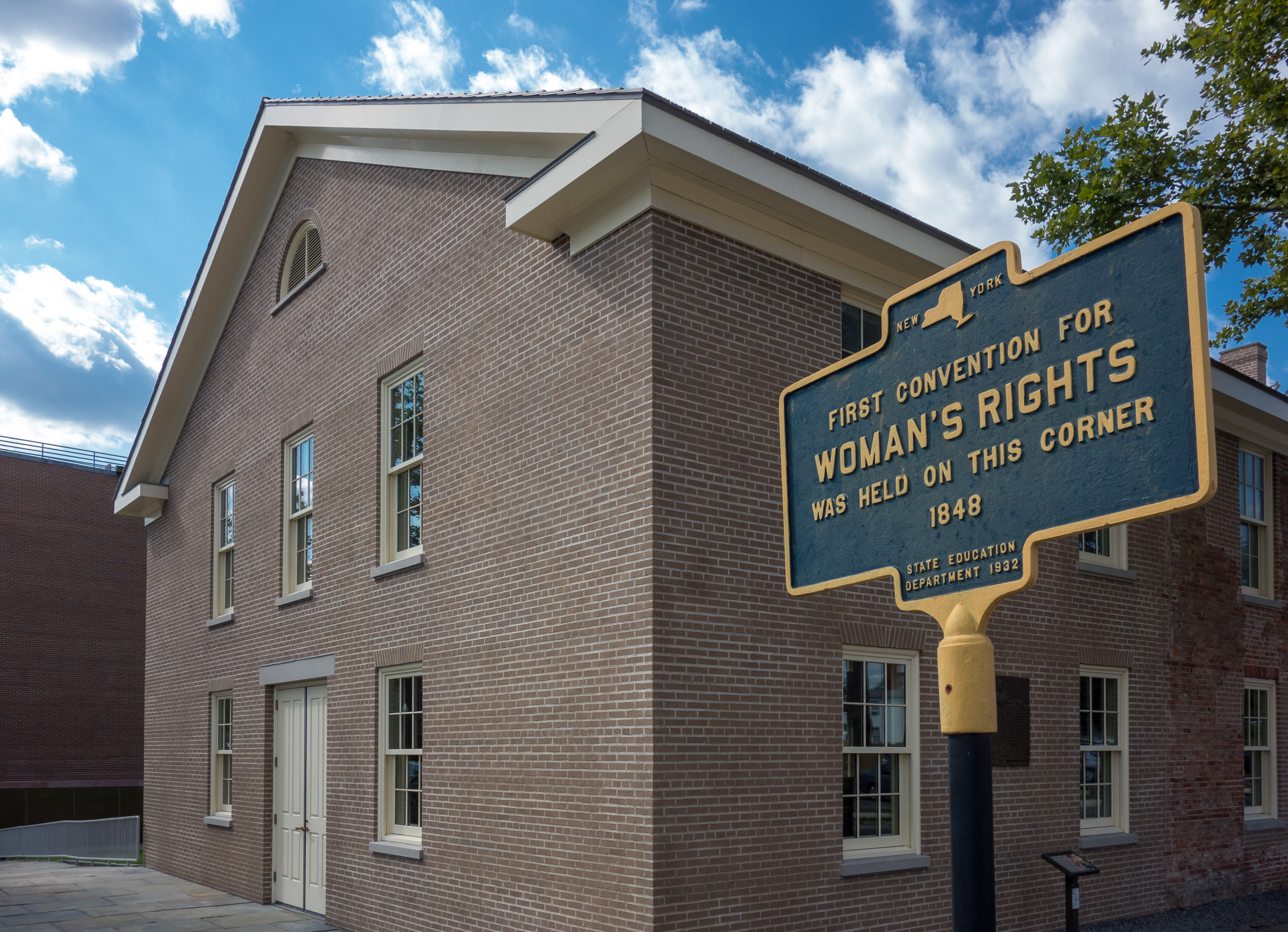
Women’s Rights National Historical Park (2013)

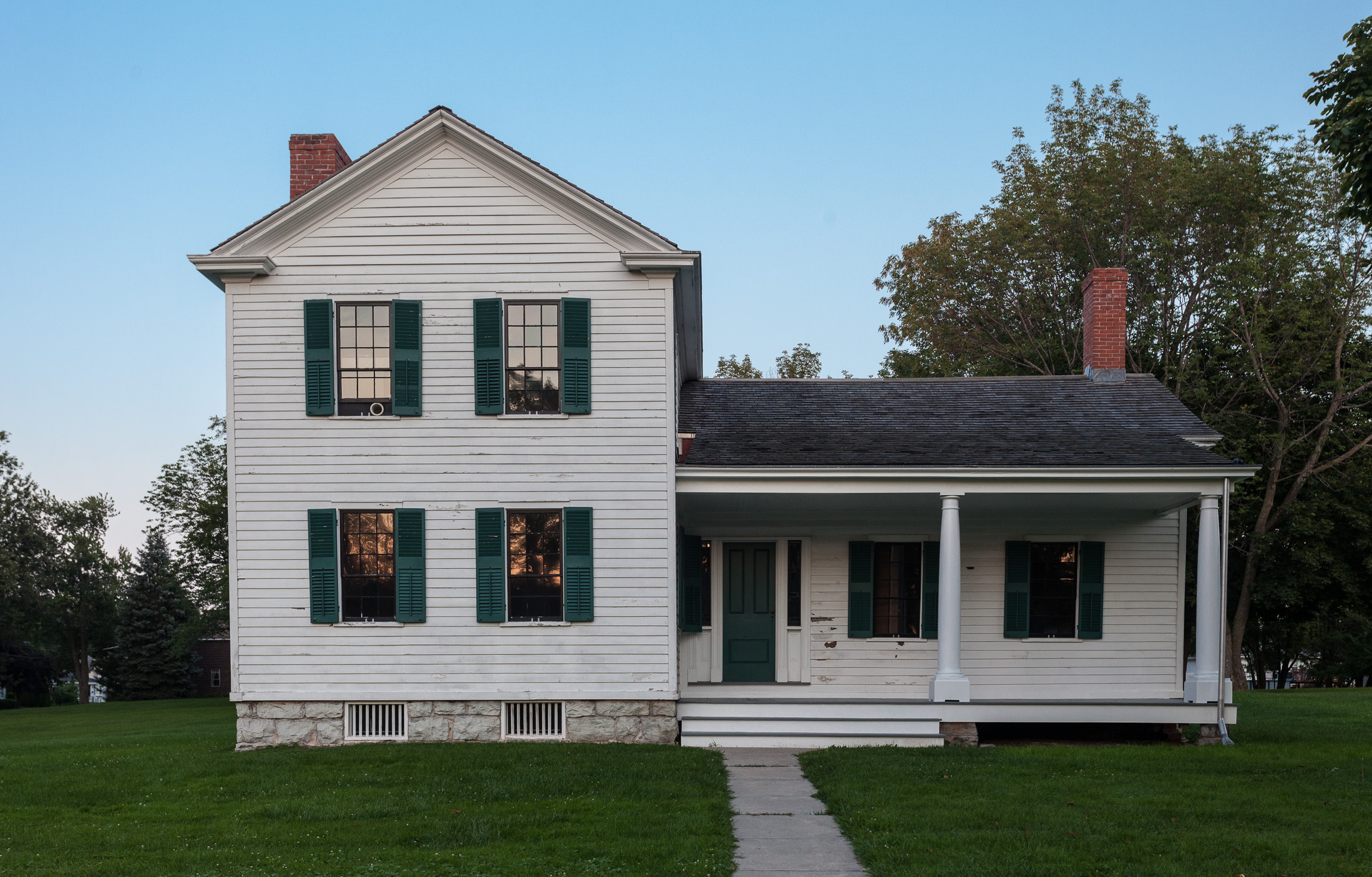
Elizabeth Cady Stanton House (2013)

Die dokumentierte Geschichtsschreibung dieser Gegend beginnt erst mit dem Eintreffen der ersten Kolonisten in dieser Gegend um 1779, die in geringen Zahlen als Teil der amerikanischen Truppen am Unabhängigkeitskrieg hier hindurch zogen. Sie bildeten ebenfalls den Grundstock der ersten Kolonisten, da Teile des heutigen Countys als Belohnung für Veteranen aus diesem Krieg als Farmflächen vergeben wurden. Es wurde zunächst als Teil des Onondaga County verwaltet, das aber in mehrere Teile aufgetrennt wurde, als die Bevölkerungszahlen stiegen. So wurde Seneca County am 29. April 1804 aus einem Teil des Cayuga County gebildet und nach den Seneca-Indianern benannt, die hier bei Eintreffen der ersten Siedler ihre Wohnstätten und Jagdgründe hatten. Am 17. April 1817 wurde die Fläche für die Neugründung von Tompkins County abgetrennt. Ein weiterer Teil wurde am 11. April 1823 für die Neugründung des Tompkins County genutzt. Damit waren die Änderungen der Grenzen beendet; das County besteht bis heute in dieser Form.
Mit der Eröffnung des Eriekanals im Jahr 1825 und in der Folge dem Anschluss an das sich rasch entwickelnde Eisenbahnnetz der USA (ab den frühen 1840er Jahren) wurde die Gegend Teil der Kornkammer, in die sich die Gegend südlich des Ontariosees entwickelt hatte: Die neuen Verkehrswege ermöglichten den Ländern, die nicht direkt von den Flussschiffen auf dem Mohawk River und den Transporten auf dem Ontariosee berührt wurden, den Handel mit den sich entwickelnden Großstädten wie Buffalo am Eriesee, dem Endpunkt des Eriekanals, oder New York und der dicht besiedelten Ostküste der Vereinigten Staaten. Das Getreide wurde allerdings oft nicht direkt dorthin verbracht, sondern zuvor zu Mehl verarbeitet. Die dafür nötigen großen Getreidemühlen entstanden im benachbarten Cayuga County, besonders in Auburn.
Das Hauptgebiet des Countys liegt zwischen den beiden größten Seen der Finger Lakes und ist durch sein mildes Klima ab etwa 1870 zu einem Teil des zweitgrößten Weinbaugebietes der USA, des Cayuga Lake AVA, geworden. Die Weinproduktion hat die früher stärker ausgeprägte Getreide- und Milchproduktion in den Hintergrund gedrängt, obwohl beide Zweige auch heute noch im County vertreten sind. So wurde die Gegend von den Auswirkungen der Weltwirtschaftskrise von 1929 und den Folgen des Zweiten Weltkrieges kaum berührt.
Im County liegt ein National Historical Park, der Women’s Rights National Historical Park. Drei Orte haben den Status einer National Historic Landmark, die Rose Hill Mansion, das Elizabeth Cady Stanton House und der New York State Barge Canal. 36 Bauwerke und Stätten des Countys sind insgesamt im National Register of Historic Places eingetragen (Stand 17. Februar 2018).

### Einwohnerentwicklung
| Jahr      | 1800   | 1810   | 1820   | 1830   | 1840   | 1850   | 1860   | 1870   | 1880   | 1890   |
| --------- | ------ | ------ | ------ | ------ | ------ | ------ | ------ | ------ | ------ | ------ |
| Einwohner | –      | 16.609 | 23.619 | 21.041 | 24.874 | 25.441 | 28.138 | 27.823 | 29.278 | 28.227 |
| Jahr      | 1900   | 1910   | 1920   | 1930   | 1940   | 1950   | 1960   | 1970   | 1980   | 1990   |
| Einwohner | 28.114 | 26.972 | 24.735 | 24.983 | 25.732 | 29.235 | 31.984 | 35.083 | 33.733 | 33.683 |
| Jahr      | 2000   | 2010   | 2020   | 2030   | 2040   | 2050   | 2060   | 2070   | 2080   | 2090   |
| Einwohner | 33.342 | 35.251 | 33.814 |        |        |        |        |        |        |        |

## Städte und Ortschaften
Zusätzlich zu den unten angeführten selbständigen Gemeinden gibt es im Seneca County mehrere villages.
| Ortschaft    | Status | Einwohner (2010) | Gesamte Fläche [km²] | Landfläche [km²]! | Bevölkerungsdichte [Einwohner / km²] | Gründung      | Besonderheit                                                        |
| ------------ | ------ | ---------------- | -------------------- | ----------------- | ------------------------------------ | ------------- | ------------------------------------------------------------------- |
| Covert       | town   | 2.154            | 97,3                 | 81,3              | 26,5                                 | 7. Apr. 1817  |                                                                     |
| Fayette      | town   | 3.929            | 172,0                | 142,0             | 27,7                                 | 14. März 1800 | Gegründet als Washington; umbenannt am 6. April 1808                |
| Geneva       | city   | 0                | 4,3                  | 0,0               | 0,0                                  |               | Die City liegt größtenteils in Ontario County und wird dort geführt |
| Junius       | town   | 1.471            | 69,7                 | 69,2              | 21,3                                 | 12. März 1803 |                                                                     |
| Lodi         | town   | 1.550            | 103,0                | 88,6              | 17,5                                 | 27. Jan. 1826 |                                                                     |
| Ovid         | town   | 2.311            | 100,4                | 79,9              | 28,9                                 | 6. März 1794  | County Seat                                                         |
| Romulus      | town   | 4.316            | 133,1                | 97,9              | 44,1                                 | 5. März 1794  |                                                                     |
| Seneca Falls | town   | 9.040            | 71,1                 | 62,7              | 144,2                                | 26. März 1829 |                                                                     |
| Tyre         | town   | 981              | 85,8                 | 77,8              | 12,6                                 | 25. März 1829 |                                                                     |
| Varick       | town   | 1.857            | 118,3                | 82,9              | 22,4                                 | 6. Feb. 1830  |                                                                     |
| Waterloo     | town   | 7.642            | 56,5                 | 56,1              | 136,2                                | 26. März 1829 | County Seat                                                         |